# 小林一三
小林 一三（こばやし いちぞう、1873年（明治6年）1月3日 - 1957年（昭和32年）1月25日）は、日本の実業家、政治家。阪急電鉄をはじめとする阪急東宝グループ（現・阪急阪神東宝グループ）の創業者。
鉄道を中心とした都市開発（不動産事業）、流通事業（百貨店・スーパーなど）、観光事業などを一体的に進め相乗効果を上げる私鉄経営モデルの原型を独自に作り上げ、後に全国の大手私鉄や民営化したJRがこの小林一三モデルを採用し、日本の鉄道会社の経営手法に大きな影響を与えた。これらの事業は後に阪急百貨店、宝塚歌劇団、東宝として阪急東宝グループを形成する。その過程で阪急沿線での六甲山麓の高級住宅地の開発、学校法人関西学院等の高等教育機関の誘致や温泉、遊園地、野球場など娯楽施設の整備を行い、日本最初の田園都市構想を実現した。
私鉄経営での成功により五代友厚などと同じ関西財界の雄と言われ、阪急東宝グループ以外にも東急、東京電燈、日本軽金属の経営に参画して全国の財界でも重鎮となり、後に政界に進出する処となった。政界では、第2次近衛内閣の商工大臣を務めて革新官僚の商工次官・岸信介と対立。1941年から貴族院勅選議員、幣原内閣で国務大臣、初代戦災復興院総裁を歴任したが、戦後、公職追放となった。
趣味の茶人、美術蒐集家としても大を成した。号は逸翁、別号に靄渓学人、靄渓山人。旧邸雅俗山荘に茶室が遺り、美術品は逸翁美術館に所蔵されている。
新聞紙面での小説の連載や宝塚歌劇の脚本を担当するなど、作家としての一面も持つ文化人であった。

## 概要

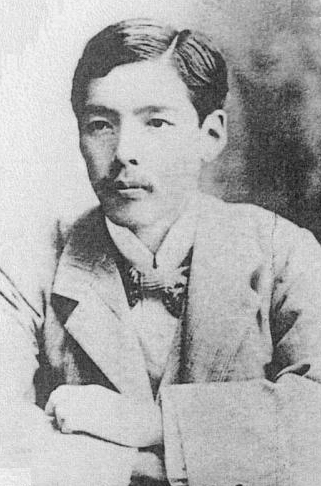
阪鶴鉄道で監査役を務めていた頃

阪急電鉄の前身である箕面有馬電気軌道（現在の阪急宝塚本線・箕面線）をはじめ、交通、住宅地経営の不動産業、阪急百貨店の小売業、東宝・宝塚歌劇団・阪急ブレーブスの興行業など、阪急東宝グループを成す数多くの事業を興したことで知られる。
鉄道会社自身が不動産事業や小売事業（百貨店、スーパーマーケット）などを通して鉄道需要を創出するという現代につながる経営手法を確立した。不動産事業や小売事業の発展は鉄道事業の発展に繋がり、鉄道事業の発展は不動産事業や小売事業の発展に繋がるため、大きなシナジー効果をもたらす。小林は「乗客は電車が創造する」との言葉を遺しており、沿線の地域開発により人口が増加し、その住民の需要を満たすことに商機を見出していた。彼が起こした事業は多岐に及ぶがいずれもこの動線を捉えたものであり、これは日本の私鉄経営モデルの祖として後に東急など他の私鉄やJRが倣うところとなった。このような鉄道事業を中心とした多角経営は世界的に日本特有のものである。また小林は事業に取り組むに当たっては実に細かい点にまで顧客志向の注意と配慮を行っており、商品開発に独特の才覚があったことが著作や評伝から窺われる。
小林は阪急東宝グループの各事業での成功により財界で重きをなすに至り、グループ以外にも現在の東急に五島慶太を斡旋した。他にも東京電燈の経営に参画、日本軽金属の初代社長などを務め、国政で商工大臣、無任所の国務大臣を務めるなど、政財界の重鎮としても活躍した。
明治時代には若尾逸平、根津嘉一郎ら山梨県出身の実業家が郷土意識に基づく緩やかな資本提携により経済界や東京府政に影響力を持ち甲州財閥と呼ばれているが、小林は関西を中心に活動した地方財閥と見なされているため、甲州財閥とは区別される。

## 来歴

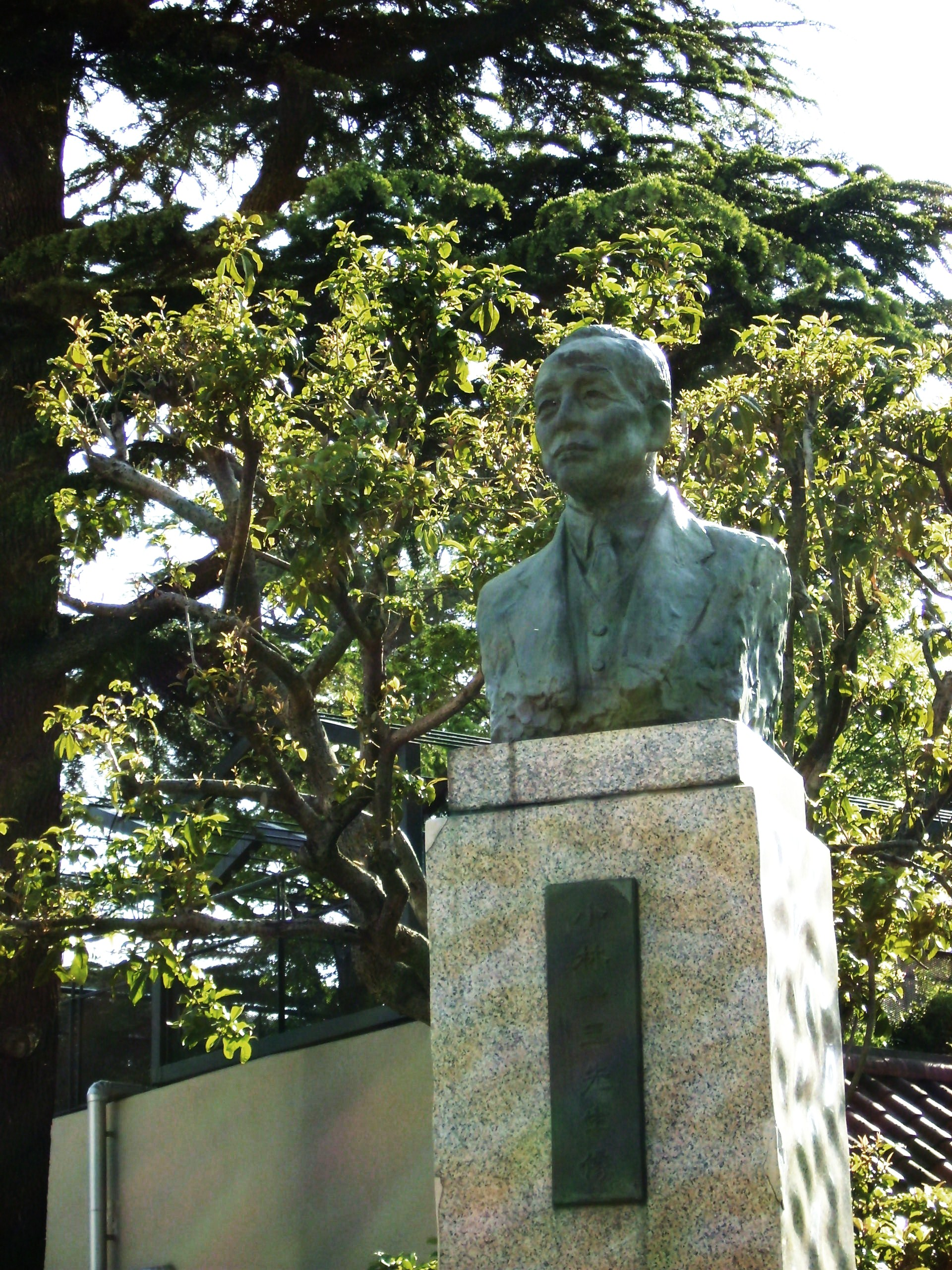
小林一三像（花の道）

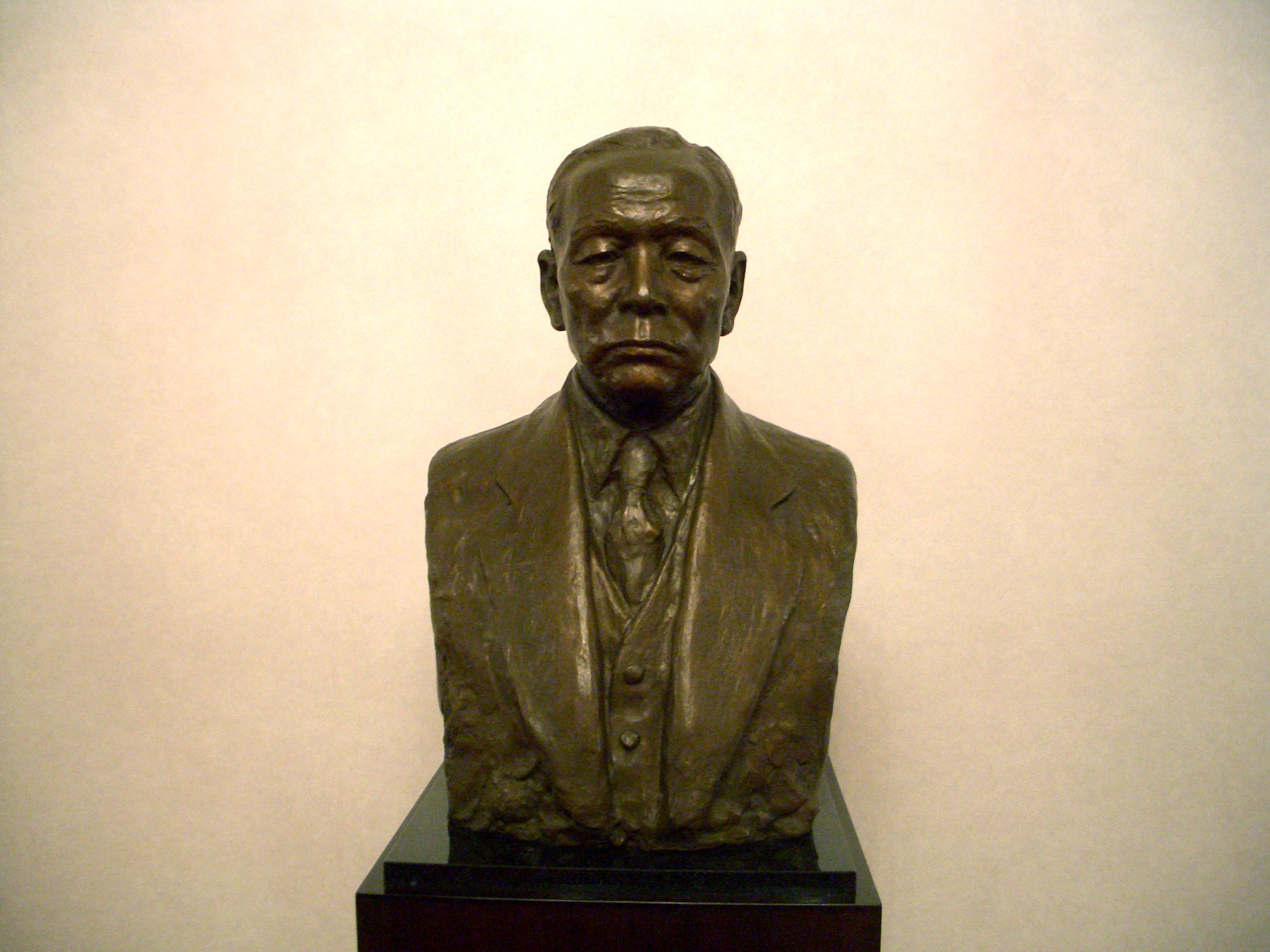
小林一三像（宝塚大劇場）

山梨県巨摩郡河原部村（北巨摩郡韮崎町を経て、現在の韮崎市）の裕福な商家「布屋」に生まれた。1月3日に生まれた事から一三と名付けられた。生まれてすぐ母が死去、父とも生き別れたため、おじ夫婦に引き取られ育つ。
高等小学校から東八代郡南八代村（笛吹市八代町南）の加賀美平八郎が経営する私塾・成器舎 を経て、1888年（明治21年）2月に福澤諭吉が塾長の慶應義塾に入る。その日から塾の構内にある、塾監・益田英次の家に寄宿。在学中には山梨日日新聞において小説「練絲痕（れんしこん）」を連載している。
そして、1892年（明治25年）慶應義塾正科（現在の慶應義塾大学）卒業後の1892年（明治25年）には三井銀行（三井住友銀行の前身）に入行。34歳まで勤め、東京本店調査課主任にまで昇進した。日露戦争終結後、三井物産の大物である飯田義一や、かつての上司で北浜銀行（三菱東京UFJ銀行の前身のひとつ）を設立した岩下清周に誘われ、大阪で岩下が設立を計画する証券会社の支配人になるために1907年（明治40年）、大阪へ赴任。しかし、恐慌に見舞われ証券会社設立の話は立ち消えとなり、妻子を抱えて早速失業してしまった。
不動産・鉄道事業
その頃、鉄道国有法によって国有化された阪鶴鉄道（現在のJR福知山線）の関係者が福知山線に並行する電気鉄道路線を敷設する。すなわち、大阪の梅田から箕面・宝塚・有馬方面へ頻発運転を行うことを目的として箕面有馬電気鉄道が設立されようとしていたが、恐慌に見舞われて全株式の半分も引き受け手がないといった苦境に追い込まれていた。小林はその話を聞き、電鉄事業の同社には有望性があるとして、岩下を説得し北浜銀行に株式を引き受けさせることに成功。1907年（明治40年）6月に「箕面有馬電気軌道」と社名を改めて同年10月に設立されると、小林は同社の専務となった。しかし社長不在のため、小林が経営の実権を握ることになった。そして1910年（明治43年）に開業しているが、有馬までの開業ではなく、現在の宝塚本線・箕面線に相当する区間にとどまっている。
これに先立って線路通過予定地の沿線土地を買収し、郊外に宅地造成開発を行うことで付加価値を高めようとし、1910年（明治43年）に分譲を開始した。小林には、この時すでに「大衆向け」住宅の発想があったのか、サラリーマンでも購入できるよう、当時はまだ珍しかった割賦販売による分譲販売を行い成功を収めた。
同年11月には箕面に動物園、翌年には宝塚に大浴場「宝塚新温泉」（宝塚温泉の武庫川対岸であったことからの命名）、そして1914年（大正3年）4月には、当時人気を得ていた三越の少年音楽隊を模して宝塚唱歌隊、後の宝塚歌劇団を創り上げ、沿線を阪急グループの聖地として大きく発展させていく。
沿線開発は、そのまま乗客の増加につながり、続いて神戸方面への路線開業に動き出すのを機に、会社名を阪神急行電鉄と改め（「阪急」の略称はこれ以後誕生）、神戸線などを建設し、大阪・神戸間の輸送客の増加とスピードアップを図った。これらの経営が現在の阪急を創り上げる支えとなった。1927年（昭和2年）に小林は社長に就任した。
百貨店事業
また1920年（大正9年）には、日本ではじめてのターミナル・デパートを設ける計画をすすめる。路線の起点となる梅田駅にビルを建設し、1階に東京から白木屋を誘致し開店、2階に阪急直営食堂を入れた。白木屋の成功を受けて「阪急マーケット」と称した自社直営の日用品販売店を2・3階に入れた。1929年（昭和4年）3月には「阪急百貨店」を、新ターミナルビルの竣工に合わせて開店させた。
鉄道会社が直営で百貨店を経営する事例は世界初で、その前途に不安や疑問を持つ者も少なくなかったが、小林は「素人だからこそ玄人では気づかない商機がわかる」「便利な場所なら、暖簾がなくとも乗客は集まるはず」などと言って事業を推し進め、世界恐慌のさなか多くの客を集めることに成功する。客のことを考えた事業姿勢がソーライスの逸話などに残されている。阪急百貨店は1947年（昭和22年）に阪急電鉄から分離独立し直営ではなくなったが、以後も文化的なつながりを保ちブランドとも言える「阪急」のイメージを確立し続けている。
百貨店事業の成功は、1929年（昭和4年）に六甲山ホテルの建設・開業といったホテル事業など派生事業の拡充、1932年（昭和7年）の東京宝塚劇場、1937年（昭和12年）の東宝映画の設立（1943年に両者は合併し、現在の「東宝」となった）といった興業・娯楽事業、1938年（昭和13年）の第一ホテル（東京・新橋）の開設とさらなる弾みを付ける契機となり、阪急東宝グループの規模は年々拡大の一途を辿った。
また小林は、他社への参画や協力を惜しまなかった。東京では1918年（大正7年）に渋沢栄一らが創設し、田園調布を開発した田園都市株式会社（後の東京急行電鉄）の経営を、名前を出さず、報酬も受け取らず、日曜日のみ、という約束で引き受け、玉川、調布方面の宅地開発と鉄道事業を進めた。田園都市株式会社から鉄道部門を分離した目黒蒲田電鉄、及びその姉妹会社である東京横浜電鉄は、五島慶太に経営を引き継いだ後、小林の手法を用い東横線沿線に、娯楽施設やデパートを作った。
一方、福岡市においては、2代目中牟田喜兵衛が百貨店の開業を計画しており、小林は松永安左エ門の仲介で中牟田に出会い「鉄道の乗客を百貨店に引き込めば、電車も相乗効果でうまくいく。阪急のノウハウも伝授するからぜひ、やってみたらどうか」と協力を約束。小林の後押しを得た中牟田は、1936年（昭和11年）に九州鉄道福岡駅に九州初となるターミナルデパート「岩田屋」を開業。のちに同社は九州最大の百貨店へと成長し、天神地区が九州最大の商業地区となる礎を築き上げた。
プロ野球関連事業
小林は野球への造詣も深く、日本で3番目のプロ野球球団である宝塚運動協会は1929年に解散し失敗したが、1934年（昭和9年）に大日本東京野球倶楽部（現・読売ジャイアンツ）が、翌1935年（昭和10年）に大阪タイガースが、1936年（昭和11年）に名古屋軍が結成されるなど企業による球団設立が相次ぐと、同年に「大阪阪急野球協会」を設立した。これが阪急職業野球団、のちの阪急ブレーブスである。小林は「私が死んでもタカラヅカとブレーブスだけは売るな」と言い残したとされる。
これらの施策は多くの私鉄に影響を与え、特に上述の五島慶太や、西武グループを率いた堤康次郎、九州鉄道（現・西日本鉄道）及び岩田屋の中牟田喜兵衛は、小林の影響を強く受けている。
地下鉄嫌い
以上のように、電鉄経営においては非常に卓越した視点と手腕を持っていたが、地下鉄道に関しては終生無理解であるという暗愚な一面もあった。大阪市における交通事業として地下鉄事業を推し進めた關一に対し、「地震大国日本に地下鉄など作ったら關さんの名に傷がつく」「大阪市の電鉄事業は必ず、破産状態に陥り」「建設物が時代錯誤の標本として、昭和時代の歴史的遺物となりはせぬか」など、頑強な反対論を展開。結局、大阪市営地下鉄は8路線が完成し、御堂筋線は大阪市営地下鉄の大黒柱になるまで成長するなど、時代の先を読めなかった。後に阪急も堺筋線と相互乗り入れを行うなど大阪の交通機関として必要不可欠な存在となった。また、自社線である神戸線の三宮延伸に対しても、地下線での乗り入れを行った阪神電気鉄道に対して、高架での乗り入れに固執した。
電力事業
昭和3年３月、三井の池田成彬の斡旋によって満鉄に次ぐ大会社である東京電燈株式会社の副社長となり、ついには昇格して社長となる。また、東京宝塚劇場を建設し、日比谷映画劇場を立て松竹と俳優争奪戦を繰り広げる。
1934年（昭和9年）阪急会長に就任し（1936年退任）、さらに東京電燈に招かれて副社長・社長を歴任。電力戦で設備が余剰気味になり放漫経営に陥っていた同社の経営を立て直し、財団法人東電電気実験所（現在の公益法人東電記念財団、東電記念科学技術研究所）、昭和肥料（現在の昭和電工）の設立にも関与。また一時期、大谷竹次郎が東宝の社外取締役になったのと引き替えに松竹の社外取締役に就任していた。
国務大臣
当時の小林はファシズムを支持し「今や欧州の新しい舞台に立って躍進し得る成功をなし得、ムッソリーニ首相、ヒットラー総統を謳歌し、信頼し、善良なる独裁政治は必ずしも憂うべきものでないと云う風に私達をも感動せしむるに至った」と絶賛した。日中戦争の勃発について好機と受け止め『北支事変は天佑なり』として「たまたま北支事変こそ図らずも天から授けられた名医手術の一つ」と発言。近衛文麿に接近して政治にも関与し始め、1940年（昭和15年）7月22日に第2次近衛内閣で商工大臣に就任。近衛は当初岸信介を商工大臣に考えていたが、岸は財界の人間を大臣として自らは次官にとどまることを希望したため小林が大臣となった。同年8月28日には日蘭会商の日本主席代表として出席。しかし資本主義的財界人である小林は、統制経済もしくは計画経済論者の革新官僚の代表格であった岸をアカであると批判し、対立した。企画院事件で企画院の革新官僚ら数人が共産主義者として逮捕されると岸は辞職させられたが、岸も軍部と結託し、軍事機密を漏洩したとして小林を辞任に追い込んだ。小林は雑誌に『大臣落第記』を寄稿した。

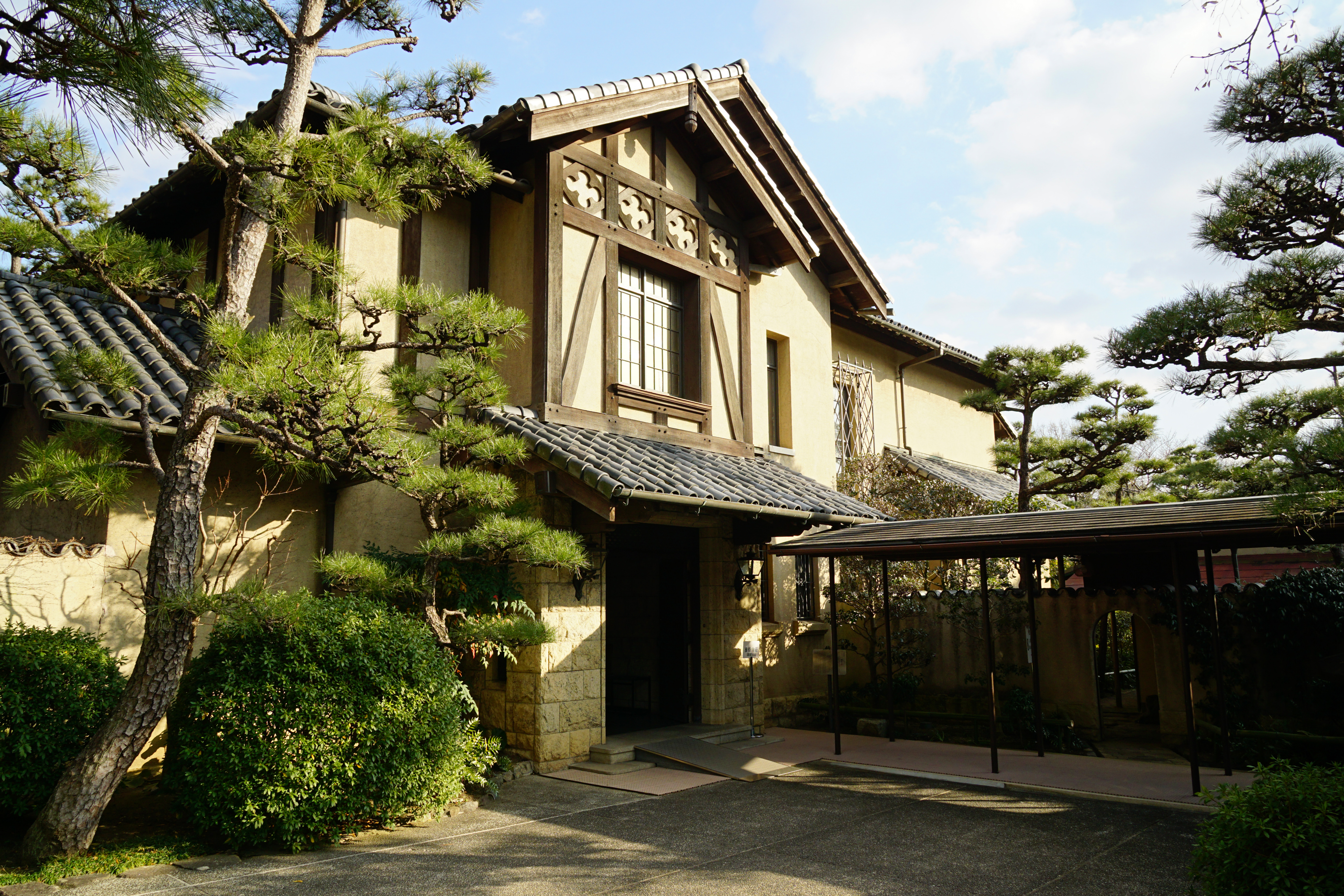
大阪府池田市の自邸「雅俗山荘」

終戦後は幣原内閣で国務大臣（戦災復興担当、戦災復興院初代総裁）を務めたが、第2次近衛内閣で商工大臣だったことで公職追放。追放解除は、1950年（昭和25年）10月に行われた第一次解除では申請が認められず、1951年（昭和26年）にずれ込んだ。
晩年
その後は東宝の社長となるが、1957年（昭和32年）1月25日、大阪府池田市の自邸にて急性心臓性喘息のため死去。84歳没。晩年には慶應義塾評議員も務めた。墓所は池田市大広寺。
晩年は心臓が悪く、笑った途端に心筋梗塞を起こす恐れがあるため、小林を笑わせることは厳禁とされた。
私鉄主導による沿線開発を提言した小林は、当時から経営の自主性の不在など問題点が指摘されていた日本国有鉄道（国鉄）に関しても、「民営にすれば開発事業も可能で、資金調達も自由に行え、創意と責任のもと積極的な経営ができる」と主張。1949年（昭和24年）には運輸大臣・大屋晋三に国鉄の初代総裁への就任を要請されるなど、生涯、論客としても知られた。

## 宝塚少女歌劇の創設について
小林一三が温泉貨客誘致のため少女歌劇を組織し、音楽学校を創立して舞台人の養成をはかった当時、見るべき名所は宝塚梅林ぐらいしかない寂しい寒村に過ぎなかった。もともと小林は有馬まで鉄道を通す計画であったが、山間部を通す難工事もあり、1913年（大正2年）6月に有馬への鉄道延伸を正式に断念する。その一か月後の7月、小林は宝塚唱歌隊を結成し、鉄道の終着駅となった宝塚の本格的な開発に取り組むようになる。
鉄道延伸断念に先立つ1912年（明治45年）7月1日、小林は宝塚に鉄筋三階建ての「宝塚新温泉付属パラダイス」をオープンさせる。珍しい機械を集めた珍機械室や室内運動場、売店など備えた施設で、一日遊べる施設という謳い文句だった。そのなかでも目玉になった施設は１階の屋内水泳場だった。日本体育会の教師が泳法を指導し、毎週日曜日には模範演技を披露するというものだったが、これが大失敗だった。プールには地下水を引いており、夏でも水が冷たく、日光が直射しない屋内であったことから5分以上は遊泳ができなかった。1階はほとんどプールにしていたため、そのままでは泳ぐ人もおらず、評判もガタ落ちになってしまう。そこで小林はプールを舞台へ転用し、三越少年合唱隊を模した少女音楽隊を結成して宝塚新温泉の入浴客へ無料で提供しようと考えた。これが宝塚少女歌劇の誕生秘話である。
プールの失敗という窮地から脱し、舞台へ転換を図ることによって現代演劇における稀有な存在である宝塚少女歌劇を産み出したという小林の成功譚は、宝塚創設時の神話のように伝わっている。ただ、屋内プールについては、夏は水泳場として用い、「冬期は、水槽の上一面を蓋で掩ひて客の座席に宛て、脱衣場の舞台を組みて、劇場と公会堂の混合のものに早替わりする設計」だったと1912年6月3日付の大阪朝日新聞が報じており、はじめから劇場としての用途は備えられていたというのが事実である。
さて、少女歌劇は小林が帝劇でみたオペラを少女によって演じるというのが着想だった。当初は大阪の三越呉服店の少年音楽隊をまね、三越から指導を受けた。
また、少女歌劇を余興として催すにしても、温泉客から見向きもされなければ展望も開けない。舞台に立つからには客の歓心を買って評判となり、永続性を持たさねばならない。集められた少女たちは、それぞれの分野の専門家のもとで特訓を重ねた。
音楽指導は、東京音楽学校出身の安藤弘と同校を主席で卒業した智恵子（旧制小室）夫妻が担当した。また、大阪でお伽芝居を主催していた高尾楓陰、久松一声ら小林から宝塚少女歌劇団に招かれた演出家が振付・演技指導を担当する。そして、1914年（大正3年）4月、北村季晴作の「ドンブラコ」（桃太郎のお伽話）が初演された。この公演は5月末までの２カ月間催され、思った以上に入浴客に喜ばれ、また、観劇した新聞記者からは、「天女のようなダンス」と称賛された。同年12月11日からは、大阪毎日新聞社の慈善事業として大阪市内の北浜の帝国座で公演されたことで評判を呼び、宝塚温泉へ足を運ぶ人が増えた。大阪市内での公演は、少女歌劇の存在が知られる契機になり、後の東京進出への足掛かりとなった。

### 宝塚少女歌劇の担当作品
9景 少女歌劇、pp.243，254，264，280。より
- 『紅葉狩』（1914年）
- 『兎の春』『雛祭』『御田植』『日本武尊』（1915年）
- 『竹取物語』『松風村雨』『夕陽ヶ丘』『ダマスクスの三人娘』（1916年）
- 『案山子』『桃色鸚鵡』『大江山』『リザール博士』『夜の巷』（1917年）
- 『厩戸王子』『一寸法師』『クレオパトラ』『江の島物語』『青葉の笛』『出征軍』（1918年）
- 『戀に破れたるサムライ』（1937年）

## 人物
親友で同じ慶應出身者の松永安左エ門によると、小林の性格は「腹が決まってからのことには、何事も動じない」というものだった。また、自分に直接関知しないことには 「われ関せず」として無関心であったとも言われている。
1930年代、福澤諭吉が作った時事新報が経営危機に陥った際、慶應卒業生の有力者が挙って時事新報を救うために出資や負債の引き受けなどを行った。鐘紡元社長の武藤山治や松永もその一人であり、松永は小林に時事新報救済のための協力を要請したところ、小林は拒絶。松永は苦笑で済ませたものの、他の慶應OBから批判が殺到した。小林は時事新報の先行きがどう転んでも好転しないことを見通していたと言われ、先行きのない企業に投資は出来ないと言うことで拒絶したのだったが、理解する慶應OBは少なかった。その後、時事新報は1936年（昭和11年）に東京日日新聞（現在の毎日新聞）と合同した。
実業界屈指の美術蒐集家、また茶人としても知られ、集めた美術品の数々は、彼の雅号をとって「逸翁（いつおう）コレクション」と呼ばれている。これらを集めた「逸翁美術館」が、彼の旧邸・雅俗山荘があった大阪府池田市にあり、美術館は以前は雅俗山荘の建物が使用されていた。雅俗山荘は企業博物館の「小林一三記念館」として一般公開されている。
近代日本料理の創始者とも言われる湯木貞一と親交が深く、彼が開いた料亭吉兆の初期の頃からの客であった。上客でもあったため、当時の料亭内では小林を「神様」と呼んでいた。

### 在日朝鮮人に関する主張
1948年、自治体に通達された朝鮮学校閉鎖令への反抗として阪神教育事件（神戸事件）が起こると、小林は「日本にいるすべての朝鮮人の退去強制」を強く提唱して「追放された者が祖国でどう扱われるかについて、我々は予想できない。だが、我々がそうした義務に縛られる必要はない。ただちにこれらの不穏分子を一掃し、公共の安寧に対する不安を感じないで済ませられるよう、国家体制を安定させなければならない」と主張した。これら五十数万人の朝鮮人は台湾人とともに、かつて帝国臣民として、また戦後もサンフランシスコ講和条約発効直前の1952年4月まで法的に日本国籍を有していた。小林の主張には昵懇の仲であった白洲次郎や吉田茂が賛同し、GHQに向けて「アメリカの厚意によって、われわれは大量の食料を輸入していますが、その一部は在日朝鮮人を食べさせるために用いられています。（中略）彼らは我が国の経済法規を破る常習犯です。」などと訴えたが、国際法への抵触や人権侵害の懸念、朝鮮戦争の勃発などを理由に却下された。

## 栄典
- 1940年（昭和15年）8月15日 - 紀元二千六百年祝典記念章[52]
- 2014年 - 『宝塚歌劇の殿堂』最初の100人のひとりとして殿堂表彰[53][54]

## 家族・一族
- 妻・こう（「幸」とも）
  - 旧姓・丹羽。大阪天満出身。元芸者。明治33年10月に小林と結婚。

- 長男・富佐雄
  - 1901年（明治34年）生、東京外国語学校出身[55]。東宝代表取締役社長を務めた。1957年（昭和32年）10月死去。尾崎紅葉・泉鏡花・永井荷風ら近代文学の書物収集が趣味で、コレクションが池田文庫の「小林家文庫」に収蔵されている。妻は平賀敏の六女[55]。
- 次男・辰郎
  - 卒業と同時に松岡家に養子入りし、義理の父が松岡汽船創業者で呉羽紡績役員発起人の松岡潤吉となる。後に東宝代表取締役社長、フジテレビ取締役を務めた。1974年（昭和49年）8月死去。辰郎の子が現在の東宝名誉会長・松岡功で、その息子で一三の曾孫にあたるのが、東宝東和取締役会長、15代目東宝代表取締役社長の松岡宏泰とタレント、元プロテニスプレイヤーの松岡修造で、その娘（玄孫）が、宝塚歌劇団星組男役の稀惺かずと。修造の姉敏子は辻芳樹に嫁ぎ、稀惺の従兄弟でもある辻雄康の母となった。
- 三男・米三
  - 京都帝国大学卒。阪急社長を務めたが、在職のまま1969年（昭和44年）2月に死去した。阪急電鉄元会長・社長・名誉顧問、宝塚音楽学校名誉校長を務めた小林公平（2010年5月死去）は、辰郎の長女で米三の養子となった小林喜美の夫で、戦前からの三菱グループ幹部の家系であった三村家から小林家に婿入りした。また、公平の長男が元・宝塚歌劇団理事長の小林公一である。
- 長女・とめ
  - 1903年生、梅花高等女学校出身[55]。夫は東京会館社長（のち会長）でパレスホテル創業者の吉原政智[56]。
- 次女・春子
  - 1911年生。サントリー創業者鳥井信治郎の長男・吉太郎に嫁ぐが、吉太郎は33歳で亡くなる。息子に3代目サントリー社長・鳥井信一郎がいる。
- 親戚
  - 小林の異母弟には山梨県選出の衆議院議員で「カミソリ」と謳われた田邊七六、興行界のドンとして関八州の顔役達を膝下に置いた田邊宗英（日本ボクシングコミッションの初代コミッショナー。後楽園スタヂアム社長）がいる。宗英の後に後楽園スタヂアム社長、ボクシングコミッショナーを務めた真鍋八千代は一三と田邊兄弟の義従弟にあたる。なお、宗英と一三は同じ一三の死後11年目となる1968年に兄弟揃って野球殿堂入りをしている。田邊兄弟、真鍋八千代は読売新聞社社主の正力松太郎と関係が深かったとされ、戦前から戦後にかけて噂も多い。
  - 姪は日夏耿之介のいとこ（叔父の長男）の樋口正美に嫁いだ。

## 著作
- 『練絲痕』山梨日日新聞 1890
- 『お花団子』上野新聞 1893
- 『歌劇十曲』玄文社 1917
- 『日本歌劇概論』寳塚叢書 宝塚少女歌劇団出版部 1923
- 『奈良のはたごや 随筆感想集』岡倉書房 1933
- 『私の行き方』斗南書院 1935
  - 新版『私の行き方』創業者を読む：大和出版 1992。阪急コミュニケーションズ 2000。PHP文庫 2006
- 『産業は国営にすべきか』今日の問題社 組合せパンフレツト 1936
- 『次に来るもの』斗南書院 1936／阪急コミュニケーションズ 1999
- 『私の見たソビエット・ロシヤ』東寳書店 1936
- 『戰時國債發行解決案 五十億圓?百億圓?』ダイヤモンド社 1937
- 『努力すれば偉くなれる 欧米の教育と日本の教育!』今日の問題社 1937
- 『日本はどうなる? 天佑!北支事変』ニユウ・トピック社 1937
- 『北支経済は如何に建設すべきか 附・戦時国債は五十億か、百億か』今日の問題社 1937
- 『戦後はどうなるか』青年書房 1938
- 『事変はどう片づくか』実業之日本社 1939
- 『電力問題はどうしたらばうまくゆくか』電気日日新聞社 1940
- 『蘭印を斯く見たり』斗南書院 1941
- 『芝居ざんげ』三田文学出版部 1942
- 『曾根崎艶話』芙蓉書房 1948／展望社 2016
- 『逸翁らく書』梅田書房 1949
- 『新茶道』文藝春秋新社 1952／熊倉功夫解説 講談社・シリーズ茶の湯 1986
- 『私の人生観』要書房 1952
- 『逸翁自叙伝』産業経済新聞社 1953
  - 新版『逸翁自叙伝』経済人叢書：図書出版社 1990
　人間の記録：日本図書センター 1997／阪急コミュニケーションズ 2000。
  - 『逸翁自叙伝 阪急創業者・小林一三の回想』講談社学術文庫 2016
- 『小林一三対談十二題』実業之日本社 1953
- 『私の見たアメリカ・ヨーロッパ』要書房 1953
- 『私の事業観』要書房 1954
- 『宝塚漫筆』実業之日本社 1955。阪急電鉄 1980
- 『小林一三翁の追想』小林一三翁追想録編纂委員会 1961
- 『小林一三全集』全7巻、ダイヤモンド社、1961-62
- 『逸翁鶏鳴集 日記抄・拾遺』逸翁美術館 1963
- 『大乗茶道記』逸翁美術館編 浪速社 1976
- 『小林一三日記』阪急電鉄 1991。全3巻
- 『おもひつ記』阪急コミュニケーションズ 2008。戦後の演劇記

## 演じた俳優
- 阿部サダヲ - 『経世済民の男 小林一三』（2015年9月5日 - 9月12日）
- 海宝直人 - 『らんまん』（2023年）